# Cemeteries of London
«Cemeteries of London» — песня британской рок-группы Coldplay с альбома Viva la Vida or Death and All His Friends. Она была написана всеми участниками группы.

## Написание и композиция
Песня была вдохновлена историями о призраках, средневековой практики сжигания ведьм и графическими новеллами. Идея заключалась в том, чтобы принести чувство старинного Лондона на песню.. «Cemeteries of London» была написана под влиянием таких стилей как фолк и испанские народные песни. В интервью NG-Magazine Уилл Чемпион сказал: «Для меня это фолк-песня ….. по своей структуре»
В интервью журналу Entertainment Weekly басист группы Гай Берримен сказал: «Когда я думаю об этой песне, я представляю Лондон 1850 года, чертовски много дождя и мужчин в цилиндрах».

## Чарты
| Chart (2008)     | Peak position |
| ---------------- | ------------- |
| UK Singles Chart | 134           |
| Belgian Chart    | 37            |